# Balice (Petite-Pologne)
Pour les articles homonymes, voir Balice.
Balice (prononciation : [baˈlit͡sɛ]) est une localité polonaise de la gmina de Zabierzów, située dans le powiat de Cracovie en voïvodie de Petite-Pologne.